# Бурановский сельсовет (Павловский район)
Бурановский сельсовет — муниципальное образование со статусом сельского поселения и административно-территориальное образование в Павловском районе Алтайского края России. Административный центр — посёлок Бурановка.

## Население
| 1997 | 1998 | 1999 | 2000 | 2001 | 2002 |
| ---- | ---- | ---- | ---- | ---- | ---- |
| 851  | ↘848 | ↗850 | ↗880 | ↘876 | ↘871 |
| 2003 | 2004 | 2005 | 2006 | 2007 | 2008 |
| ↘839 | ↗864 | ↗875 | ↗877 | ↗888 | ↗898 |
| 2009 | 2010 | 2011 | 2012 | 2013 | 2014 |
| ↗907 | ↘848 | ↗849 | ↗859 | ↗860 | ↘847 |
| 2015 | 2016 | 2017 | 2018 | 2019 | 2020 |
| ↘835 | ↘827 | ↗832 | ↘824 | ↘801 | ↗815 |
| 2021 |      |      |      |      |      |
| ↗824 |      |      |      |      |      |

По результатам Всероссийской переписи населения 2010 года, численность населения муниципального образования составила 848 человек, в том числе 392 мужчины и 456 женщин. Оценка Росстата на 1 января 2012 года — 859 человек.

## Населённые пункты
В состав сельского поселения входит один населённый пункт — посёлок Бурановка.